# ألناشي (أودمورتيا)
ألناشي (الروسية: Алнаши) هي مدينة في جمهورية أودمورتيا في روسيا. يبلغ عدد سكانها حوالي 6129 نسمة.